# اوا گوندا دی ریورا
اوا گوندا دی ریورا (انگلیسی: Eva Gonda de Rivera؛ زادهٔ ۱ ژانویهٔ ۱۹۰۱) کارآفرین و سرمایه‌دار اهل مکزیک است، که مالک اکثریت سهام شرکت فیمسا می‌باشد. وی بیوه ایگنیو گارزا لاگورا است.